# Sympleurotis rudis
Sympleurotis rudis là một loài bọ cánh cứng trong họ Cerambycidae.